# シンシン刑務所

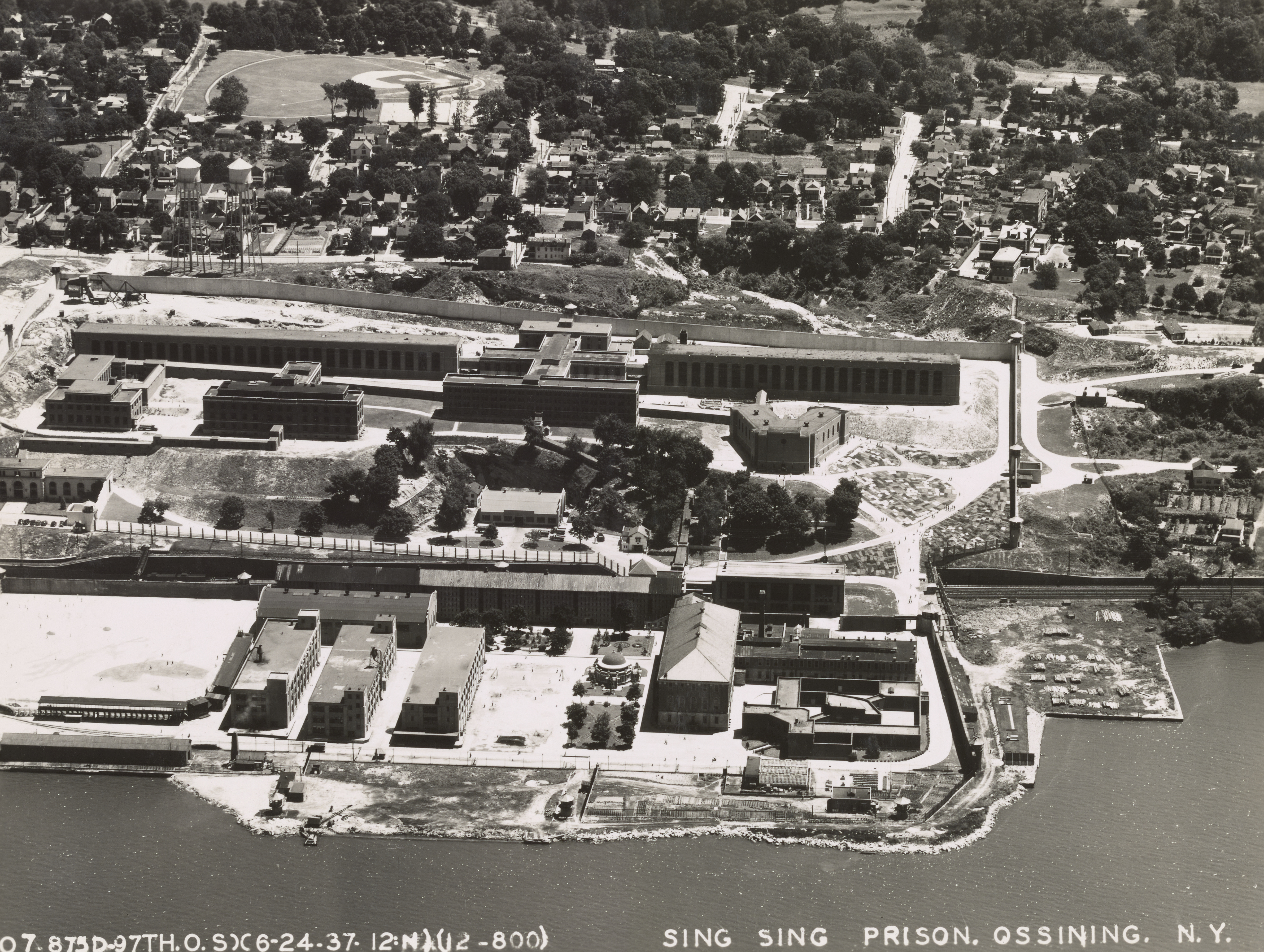
1937年の航空写真

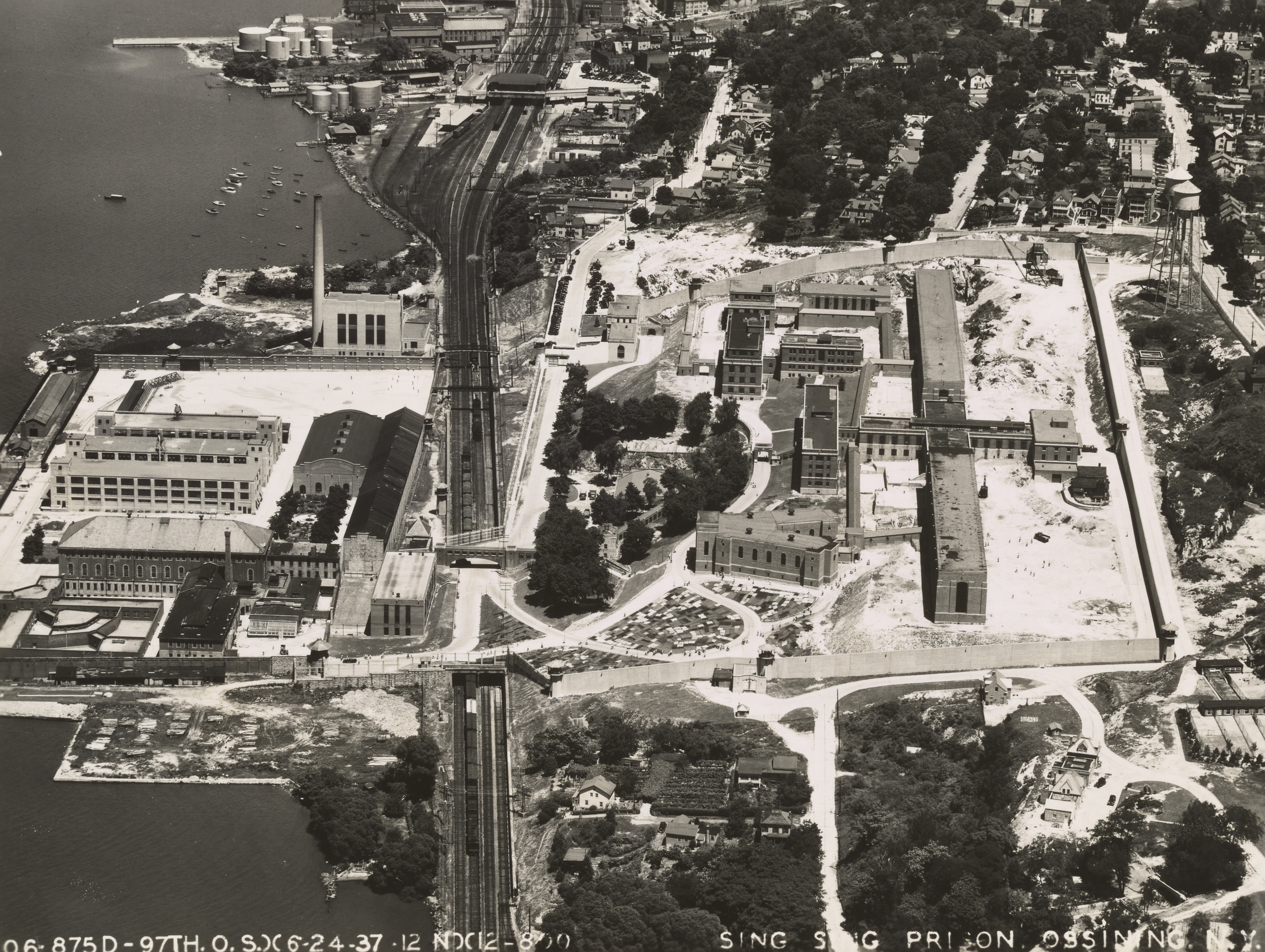
1937年の航空写真(別角度)

シンシン刑務所　(Sing Sing Correctional Facility) とは、アメリカ合衆国ニューヨーク州オシニングにある刑務所。警備レベルは maximum security である。
「シンシン」という名前の由来は刑務所が立てられている地区のオシニングに住むインディアンの部族ウォピンジャー族の集落Sinksinkからきており、1828年に同地で開設された時は、「マウントプレザント」という名称だった。1970年にOssining Correctional Facilityに改名されたが、1985年に現在の名前に戻された。
場所はニューヨーク市から北へ48km、ハドソン川に面した場所にある。敷地内には、メトロノース鉄道のハドソン線が通っている。
2007年にニューヨーク州の死刑制度が廃止されるまで、処刑室が置かれていた。
刑務所内には約1,700名の囚人が服役可能である。刑務所が建設された頃の1,825の古い独居房を博物館に改装する計画が持ち上がっている。

## 歴史
- 1825年、ニューヨーク州は、20,100ドルを投じてハドソン川沿いの土地を購入し現在のシンシン刑務所とした。[5]

### 更生プログラム
1931年の改革で、サッカーチーム、野球チーム、ヴォードヴィルやコンサートなどのレクリエーションへの参加が可能となった。
1996年、芸術を通した更生プログラムRehabilitation Through the Artsを立ち上げ、演劇のプロの指導によって意識の改善と再犯率の低下に顕著な効果が見られた。

## 有名な囚人
- George C. Parker (1870-1936)
- デビッド・バーコウィッツ(1953- )
- Gary Evans (serial killer)(1954-1998)
- アルバート・フィッシュ(1870-1936)
- ルイス・バカルター(1894-1944)
- カール・パンズラム(1891-1930)
- マーサ・プレイス(1855-1899)
- ジュリアス・ローゼンバーグ(1918-1953)、エセル・ローゼンバーグ(1915-1953)
- ミゲル・ピニェロ（1946-1988)
- ルース・ブラウン・スナイダー(1895-1928)
- Willie Sutton(1901-1980)

## 歴代刑務所長

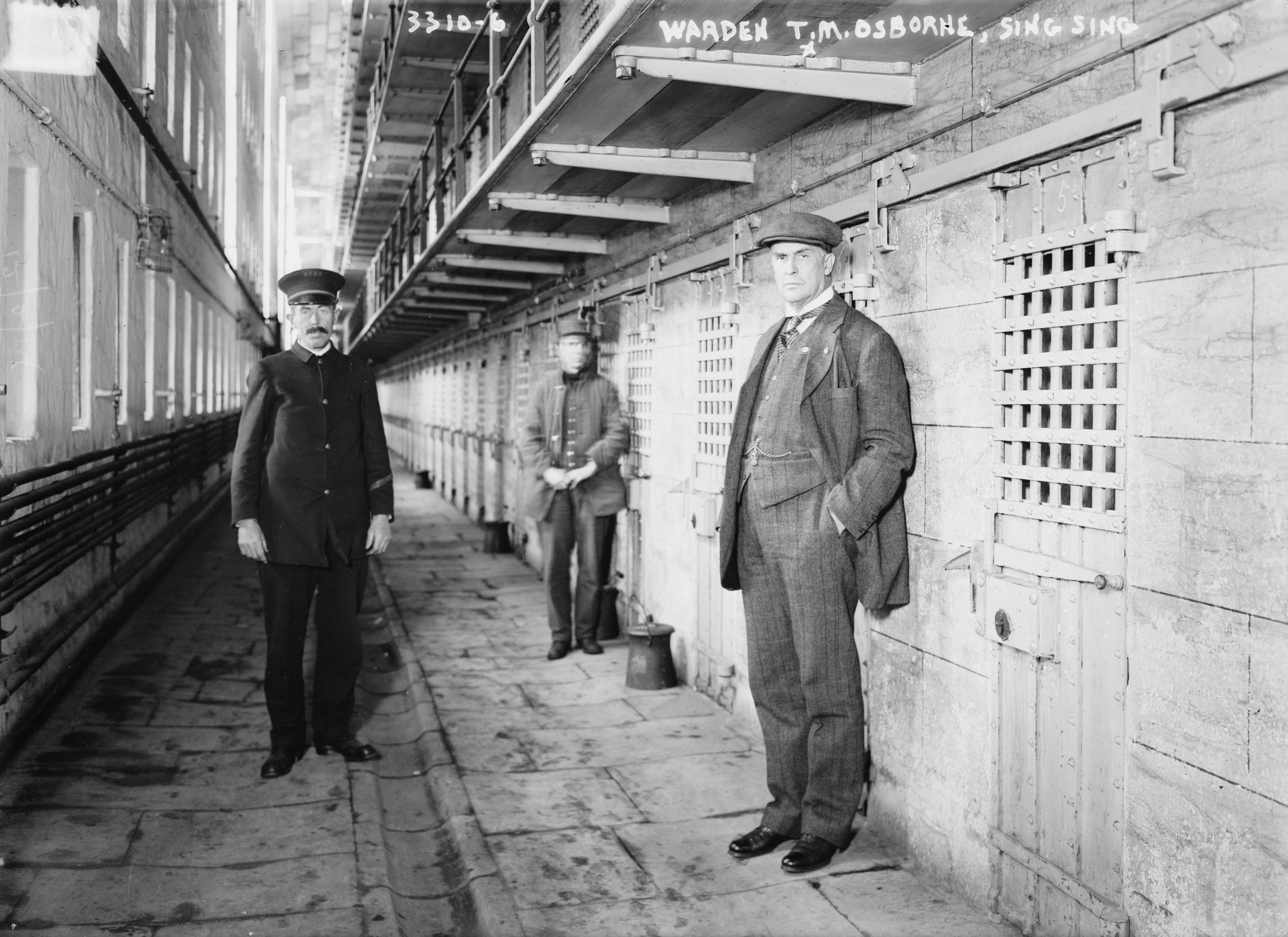
所長を務めていたトーマス・モットー・オズボーン（撮影時期不明）

- Elam Lynds 1826 - 1848??
- Alexander H. Wells 1848 - 1849
- David P. Forrest 1868 - 18??
- John S. Kennedy ? - 1913
- James M. Clancy 1913 - 1914
- トーマス・モットー・オズボーン（Thomas Mott Osborne） 1914 - 1916
- Lewis E. Lawes 1920 - 1941
- Robert J. Kirby 1941 - 1944
- Brian Fischer 2000 - 2008
- Phillip Heath  2009 - 2012
- Michael Capra 2012-

## ギャラリー

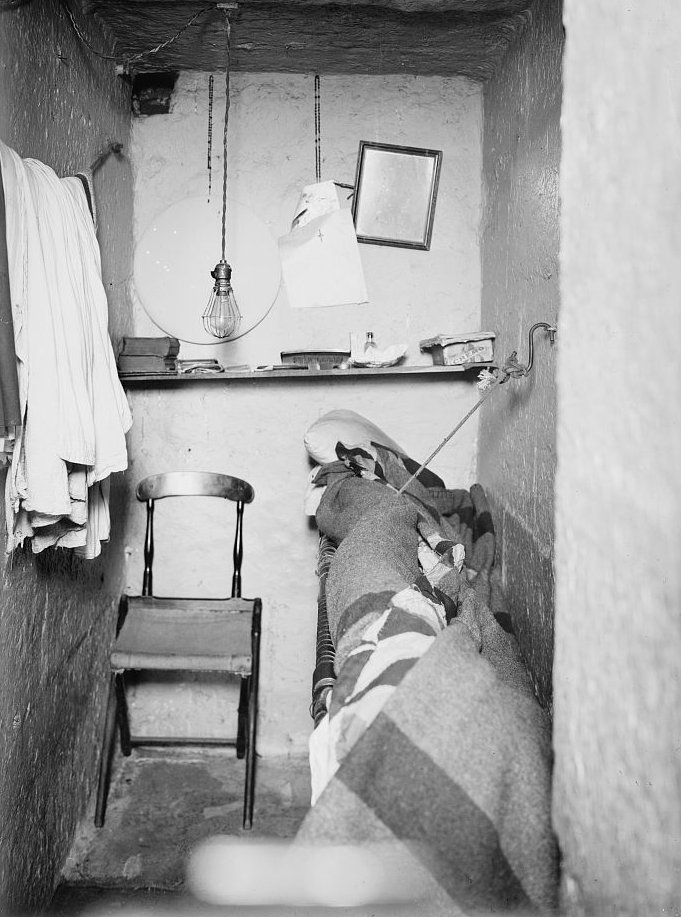
独房
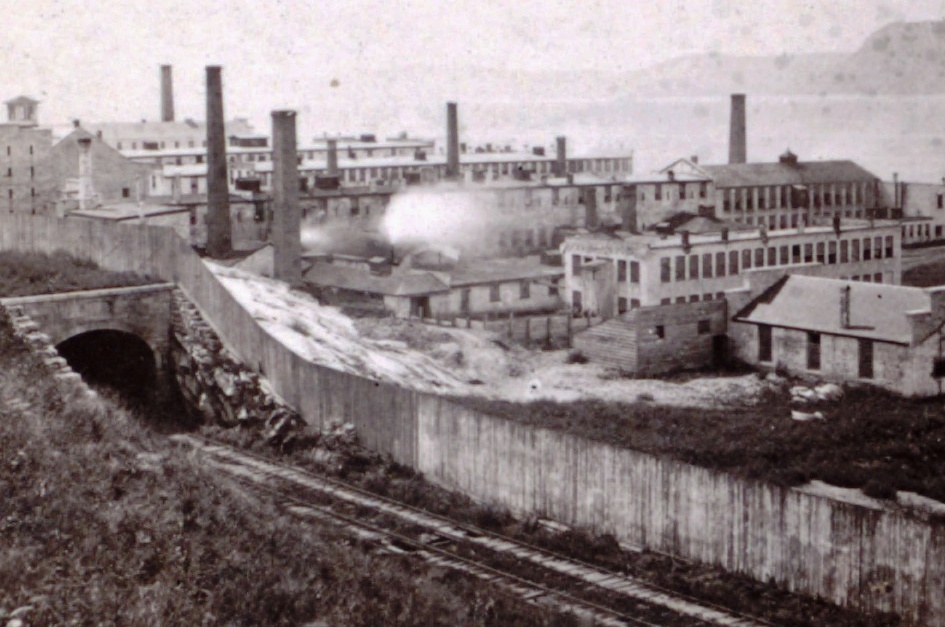
刑務作業場
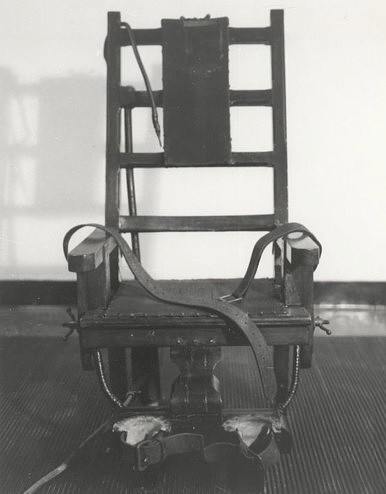
シンシン刑務所で使用された電気椅子オールドスパーキー（英語版）

## モデルにした作品
- 『春なき二万年（英語版）』(原題：『20,000 Years in Sing Sing』） ‐ 1932年の映画。本刑務所の所長であったルイス・E・ロウス（英語版）のノンフィクション作品『Twenty Thousand Years in Sing Sing』を基にしており、刑務所内で撮影も行われている。
  - リメイク作『Castle on the Hudson（英語版）』- 1940年
- 『シンシン/SING SING』 ‐ 本刑務所で行われた芸術を通した更生プログラムRehabilitation Through the Arts（英語版）を描いた作品で、数人のプロ以外は全員がこの更生プログラムを受けた元収監者たちである[8]。